# Andromeda Spaceways Inflight Magazine
Andromeda Spaceways Inflight Magazine (ook wel ASIM genoemd) is een tweemaandelijks Australisch tijdschrift voor sciencefiction en fantasy, met als hoofdredacteur Robbie Matthews. Het eerste nummer verscheen in juni 2002. 
Het belangrijkste kenmerk van dit tijdschrift is de nadruk op komische SF. De subtitel van het blad is dan ook Australia's pulpiest SF magazine. Daarnaast biedt het de mogelijkheid aan nieuwe schrijvers om hun eerste publicaties het licht te laten zien. Naast korte verhalen worden in ieder nummer interviews, gedichten en recensies aangeboden.